# Сопочная (река, впадает в Охотское море)
Сопочная — река на полуострове Камчатка в России.
Длина реки — 176 км. Площадь водосборного бассейна — 4060 км². Протекает по территории Быстринского и Тигильского районов Камчатского края. Впадает в Охотское море.
Открыта русскими казаками во время похода В. В. Атласова в 1697 году, на первых картах отмечалась как Сопошна.

## Данные водного реестра
По данным государственного водного реестра России относится к Анадыро-Колымскому бассейновому округу. Код водного объекта в государственном водном реестре — 19080000212120000030638.